# Сингер, Питер
Питер Сингер (англ. Peter Singer, род. 6 июля 1946 года) — австралийский философ, публицист, общественный деятель, профессор биоэтики Принстонского и Мельбурнского университетов. Питера Сингера часто называют самым влиятельным философом в мире — и одним из самых противоречивых. Будучи последовательным сторонником утилитаризма и автором  книг, как «Освобождение животных», «Практическая этика», «О вещах действительно важных», «Жизнь, которую вы можете спасти», Сингер защищает права животных, поддерживает альтруистические движения и способствует развитию биоэтики.

## Биография
Родился в Мельбурне в семье евреев из Вены, уехавших из аннексированной нацистами Австрии в 1938 году. После окончания школы поступил в Мельбурнский университет, где изучал право, историю и философию. В 1969 году получил степень магистра за работу под названием «Зачем мне быть добродетельным?» («Why should I be moral?»). По стипендии продолжил обучение в Оксфордском университете и в 1971 году получил степень бакалавра философии (англ. B.Phil.) за работу о гражданском неповиновении.
«Освобождение животных»
Вне академических кругов Сингер наиболее известен как автор книги «Освобождение животных» («Animal Liberation»), ставшей краеугольным камнем движения за освобождение животных. Только на английском языке книга выдержала пять переизданий и в 2021 году, наконец, вышла на русском языке в издательстве «Синдбад». В своей работе Сингер говорит о бессмысленных страданиях, причиняемых человеком братьям своим меньшим, демонстрирует жестокость промышленного животноводства и эксплуатацию лабораторных животных в коммерческих и научных целях, разоблачает этическую слепоту общества и предлагает разумные и гуманные решения этой моральной, социальной и экологической проблемы. Журнал Time включил «Освобождение животных» в список «ста важнейших научно-популярных изданий за последнее столетие».
«О вещах действительно важных»
В 2016 году Питер Сингер выпустил сборник эссе «О вещах действительно важных» («Ethics in the real world»). На русском языке книга вышла в издательстве «Синдбад» в 2018 году. В своих эссе Сингер высказывает неоднозначное мнение о таких проблемах, как изменение климата, страшная нищета, животные, аборты, эвтаназия, генетическая селекция человека, переоцененное искусство и способы увеличения счастья. Сингер задается вопросами, можно ли считать шимпанзе людьми, нужно ли запрещать курение на законодательном уровне, стоит ли декриминализировать секс между сиблингами по взаимному согласию, а также ставит под сомнение святость человеческой жизни, подкрепляя свои утверждения последними мировыми событиями. В дополнение к этому он в простой и доступной форме освещает философские вопросы, такие как действительно ли в мире есть что-то важное и имеет ли какой-то смысл существование маленького голубого шарика под названием планета Земля. В собрание эссе вошли и более личные размышления Питера Сингера о его увлечении серфингом, а также весьма необычное предложение по поводу того, о чем поговорить за столом на семейном празднике.
В книге «A Darwinian Left» Питер Сингер отстаивает точку зрения, что естественная эволюционная психология человека коррелирует с левыми политическими установками. В статье «Голод, зажиточность и моральность» рассматривает проблему борьбы с мировым голодом с утилитаристских позиций.

## Критика
Сторонник идеи Long Peace, ставящейся под сомнение.

## Публикации
- Animal Liberation: A New Ethics for our Treatment of Animals, New York Review/Random House, New York, 1975; Cape, London, 1976; Avon, New York, 1977; Paladin, London, 1977; Thorsons, London, 1983. Harper Perennial Modern Classics, New York, 2009.
- Democracy and Disobedience, Clarendon Press, Oxford, 1973; Oxford University Press, New York, 1974; Gregg Revivals, Aldershot, Hampshire, 1994
- Animal Rights and Human Obligations: An Anthology (co-editor with Thomas Regan), Prentice-Hall, New Jersey, 1976. 2nd revised edition, Prentice-Hall, New Jersey, 1989
- Practical Ethics[англ.], Cambridge University Press, Cambridge, 1979; second edition, 1993. ISBN 0-521-22920-0, ISBN 0-521-29720-6 Выдержки
- Marx, Oxford University Press, Oxford, 1980; Hill & Wang, New York, 1980; reissued as Marx: A Very Short Introduction, Oxford University Press, 2000; also included in full in K. Thomas (ed.), Great Political Thinkers: Machiavelli, Hobbes, Mill and Marx, Oxford University Press, Oxford, 1992
- Animal Factories (co-author with James Mason), Crown, New York, 1980
- The Expanding Circle: Ethics and Sociobiology, Farrar, Straus and Giroux, New York, 1981; Oxford University Press, Oxford, 1981; New American Library, New York, 1982. ISBN 0-19-283038-4
- Hegel, Oxford University Press, Oxford and New York, 1982; reissued as Hegel: A Very Short Introduction, Oxford University Press, 2001; also included in full in German Philosophers: Kant, Hegel, Schopenhauer, Nietzsche, Oxford University Press, Oxford, 1997
- Test-Tube Babies: a guide to moral questions, present techniques, and future possibilities (co-edited with William Walters), Oxford University Press, Melbourne, 1982
- The Reproduction Revolution: New Ways of Making Babies (co-author with Deane Wells), Oxford University Press, Oxford, 1984. revised American edition, Making Babies, Scribner’s New York, 1985
- Should the Baby Live? The Problem of Handicapped Infants (co-author with Helga Kuhse), Oxford University Press, Oxford, 1985; Oxford University Press, New York, 1986; Gregg Revivals, Aldershot, Hampshire, 1994. ISBN 0-19-217745-1
- In Defence of Animals (ed.), Blackwells, Oxford, 1985; Harper & Row, New York, 1986. ISBN 0-631-13897-8
- Ethical and Legal Issues in Guardianship Options for Intellectually Disadvantaged People (co-author with Terry Carney), Human Rights Commission Monograph Series, no. 2, Australian Government Publishing Service, Canberra, 1986
- Applied Ethics (ed.), Oxford University Press, Oxford, 1986
- Animal Liberation: A Graphic Guide (co-author with Lori Gruen), Camden Press, London, 1987
- Embryo Experimentation (co-editor with Helga Kuhse, Stephen Buckle, Karen Dawson and Pascal Kasimba), Cambridge University Press, Cambridge, 1990; paperback edition, updated, 1993
- A Companion to Ethics (ed.), Basil Blackwell, Oxford, 1991; paperback edition, 1993
- Save the Animals! (Australian edition, co-author with Barbara Dover and Ingrid Newkirk), Collins Angus & Robertson, North Ryde, NSW, 1991
- The Great Ape Project: Equality Beyond Humanity (co-editor with Paola Cavalieri), Fourth Estate, London, 1993; hardback, St Martin’s Press, New York, 1994; paperback, St Martin’s Press, New York, 1995
- How Are We to Live?[англ.] Ethics in an Age of Self-interest, Text Publishing, Melbourne, 1993; Mandarin, London, 1995; Prometheus, Buffalo, NY, 1995; Oxford University Press, Oxford, 1997
- Ethics (ed.), Oxford University Press, Oxford, 1994
- Individuals, Humans and Persons: Questions of Life and Death (co-author with Helga Kuhse), Academia Verlag, Sankt Augustin, Germany, 1994
- Rethinking Life and Death: The Collapse of Our Traditional Ethics, Text Publishing, Melbourne, 1994; St Martin’s Press, New York, 1995; reprint 2008. ISBN 0-312-11880-5 Oxford University Press, Oxford, 1995
- The Greens (co-author with Bob Brown), Text Publishing, Melbourne, 1996
- The Allocation of Health Care Resources: An Ethical Evaluation of the «QALY» Approach (co-author with John McKie, Jeff Richardson and Helga Kuhse), Ashgate/Dartmouth, Aldershot, 1998
- A Companion to Bioethics (co-editor with Helga Kuhse), Blackwell, Oxford, 1998
- Ethics into Action: Henry Spira and the Animal Rights Movement, Rowman and Littlefield, Lanham, Maryland, 1998; Melbourne University Press, Melbourne, 1999
- Bioethics. An Anthology (co-editor with Helga Kuhse), Blackwell, 1999/ Oxford, 2006
- A Darwinian Left[англ.], Weidenfeld and Nicolson, London, 1999; Yale University Press, New Haven, 2000. ISBN 0-300-08323-8
- Writings on an Ethical Life, Ecco, New York, 2000; Fourth Estate, London, 2001. ISBN 0-06-019838-9
- Unsanctifying Human Life: Essays on Ethics (edited by Helga Kuhse), Blackwell, Oxford, 2001
- One World: The Ethics of Globalisation, Yale University Press, New Haven, 2002; Text Publishing, Melbourne, 2002; 2nd edition, pb, Yale University Press, 2004; Oxford Longman, Hyderabad, 2004. ISBN 0-300-09686-0
- Pushing Time Away: My Grandfather and the Tragedy of Jewish Vienna, Ecco Press, New York, 2003; HarperCollins Australia, Melbourne, 2003; Granta, London, 2004
- The President of Good and Evil: The Ethics of George W. Bush, Dutton, New York, 2004; Granta, London, 2004; Text, Melbourne, 2004. ISBN 0-525-94813-9
- How Ethical is Australia? An Examination of Australia’s Record as a Global Citizen (with Tom Gregg), Black Inc, Melbourne, 2004
- The Moral of the Story: An Anthology of Ethics Through Literature (co-edited with Renata Singer), Blackwell, Oxford, 2005
- In Defense of Animals. The Second Wave (ed.), Blackwell, Oxford, 2005
- The Way We Eat: Why Our Food Choices Matter, Rodale, New York, 2006 (co-author with Jim Mason); Text, Melbourne; Random House, London. Audio version: Playaway. ISBN 1-57954-889-X
- Eating (co-authored with Jim Mason), Arrow, London, 2006
- Stem Cell Research: the ethical issues. (co-edited by Lori Gruen, Laura Grabel, and Peter Singer. New York: Blackwells. 2007.
- The Bioethics Reader: Editors' Choice. (co-editor with Ruth Chadwick, Helga Kuhse, Willem Landman and Udo Schüklenk). New York: Blackwells. 2007.
- The Future of Animal Farming: Renewing the Ancient Contract (with Marian Stamp Dawkins, and Roland Bonney) 2008. New York: Wiley-Blackwell.
- The Life You Can Save: Acting Now to End World Poverty. New York: Random House 2009[3]
- Schaler, Jeffrey A. (Editor.). 2009. Peter Singer Under Fire: The Moral Iconoclast Faces His Critics. Chicago: Open Court Publishers.

## На русском языке
- Сингер П. Освобождение животных. — Киев: Киевский эколого-культурный центр. 2002—136 с.
- Сингер П. Гегель: краткое введение / Питер Сингер; [пер. с англ. С. Фрейберг].- Науч.-попул. изд.- М.: АСТ, 2007.- 158, [2] с. ISBN 978-5-17-043069-7
- Сингер П. Жизнь, которую вы можете спасти. [перевод с английского Т. Эйдельман] — М.: Издательство фонда «Нужна помощь» — 224 с., ISBN 978-5-604184-1-5, https://nuzhnapomosh.ru/books/lifeyoucansave/
- Сингер П. Все животные равны [перевод с английского Дмитрий Кожевников].- «Человек» 4/2017.- с. 1—25.
- Сингер П. О вещах действительно важных; [пер. с английского Елены Фотьяновой]. — М. : Синдбад, 2019. ISBN 978-5-00131-003-7
- Сингер П. Освобождение животных; [пер. с английского Александра Коробейникова]. — М. : Синдбад, 2021. ISBN 978-5-00131-191-1 ISBN 978-5-00131-356-4

### Интервью
- Peter-Singer-Richard-DawkinsRichard Dawkins interviews Peter Singer for UK’s Channel 4 series 'The Genius of Charles Darwin' (недоступная ссылка)
- 'Each of Us Is Just One Among Others' in A. Voorhoeve, Conversations on Ethics. Oxford University Press, 2009 ISBN 978-0-19-921537-9
- Big Think’s Interview with Peter Singer: http://bigthink.com/petersinger
- Bloggingheads.tv interview by economist Tyler Cowen on the book; The Life You Can Save about Acting Now To End World Poverty

Питер Сигнер: эффективный альтруизм, веганство и мастриды по философии